# Paragomphus aquila
Paragomphus aquila là loài chuồn chuồn trong họ Gomphidae. Loài này được Martin mô tả khoa học đầu tiên năm 1921.